# Brebes (regentschap)
Brebes is een regentschap (kabupaten) in de Indonesische provincie Midden-Java op Java.

## Onderdistricten
Brebes behelst 17 onderdistricten (kecamatan):
1. Banjarharjo
2. Bantarkawung
3. Brebes
4. Bulakamba
5. Bumiayu
6. Jatibarang
7. Kersana
8. Ketanggungan
9. Larangan
10. Losari
11. Paguyangan
12. Salem
13. Sirampog
14. Songgom
15. Tanjung
16. Tonjong
17. Wanasari

Stadsgemeenten: Magelang · Surakarta · Salatiga · Semarang · Pekalongan · Tegal

Regentschappen: Banjarnegara · Banyumas · Batang · Blora · Boyolali · Brebes · Cilacap · Demak · Grobogan · Japara · Karanganyar · Kebumen · Kendal · Klaten · Kudus · Magelang · Pati · Pekalongan · Pemalang · Purbalingga · Purworejo · Rembang · Semarang · Sragen · Sukoharjo · Tegal · Temanggung · Wonogiri · Wonosobo